# ネズッポ亜目
ネズッポ亜目（英: Callionymoidei）は、硬骨魚類に属するスズキ目の下位分類群の一つ。2科12属で構成され、ネズミゴチ・ニシキテグリなど194種が含まれる。所属する魚のほとんどは、沿岸の砂底・岩礁域から大陸棚にかけて分布する底生魚である。

## 概要
ネズッポ亜目の魚類は世界中の暖かい海に生息し、ネズッポ科・イナカヌメリ科の2科で構成される。ネズッポ科の仲間はごく浅い海の砂地や、礫地の海底で底生生活を送る種類が多いが、サンゴ礁や岩礁域で暮らすものもいる。一方、イナカヌメリ科は捕獲されることが一般に稀で、大陸棚辺縁や海山など比較的深い海の底で暮らしている。
ネズッポ科の魚類は雄と雌で体型・体色の異なる、いわゆる性的二形を示す種類が多い。ニシキテグリ・ヤマドリなど、特に雄で鮮やかな色彩をもつことがあり、しばしばスクーバダイビングでの観察対象とされる。ネズッポ科には数センチメートル程度で成熟する小型の魚も多く、新種の記載も相次いでいる。ネズミゴチ、ヨメゴチなど一部の種類は投網や底引き網で漁獲され、刺身・天ぷらや練製品の材料にされる。
本亜目の魚類は幅広い頭部をもち、体は全体的に縦につぶれた縦扁型をしている。体には鱗がなく、粘液に覆われぬるぬるしている。背鰭は通常2つあり、第1背鰭は1 - 4本の柔軟な棘条で構成される。腹鰭は1棘5軟条である。

## 分類

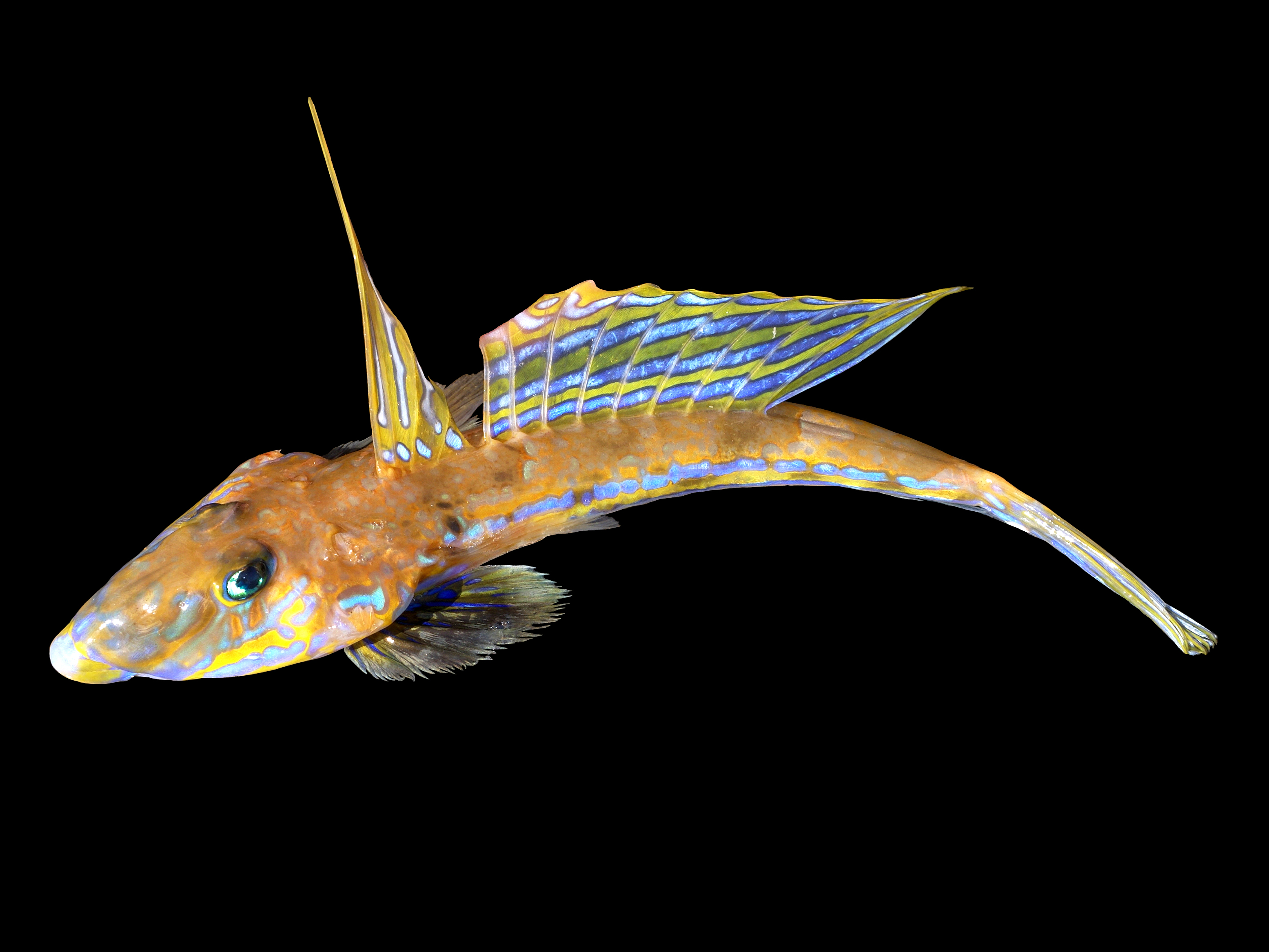
ヨメゴチ属の1種 Callionymus lyra （ネズッポ科）

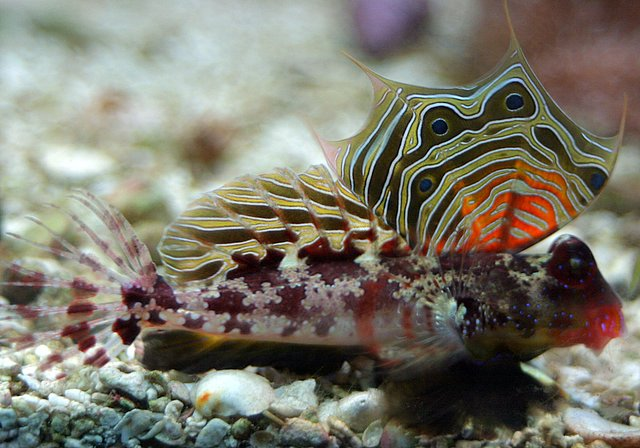
ハナヌメリ属の1種 Synchiropus ocellatus （ネズッポ科）。雄の第1背鰭は大きく、鮮やかな斑紋が描かれる

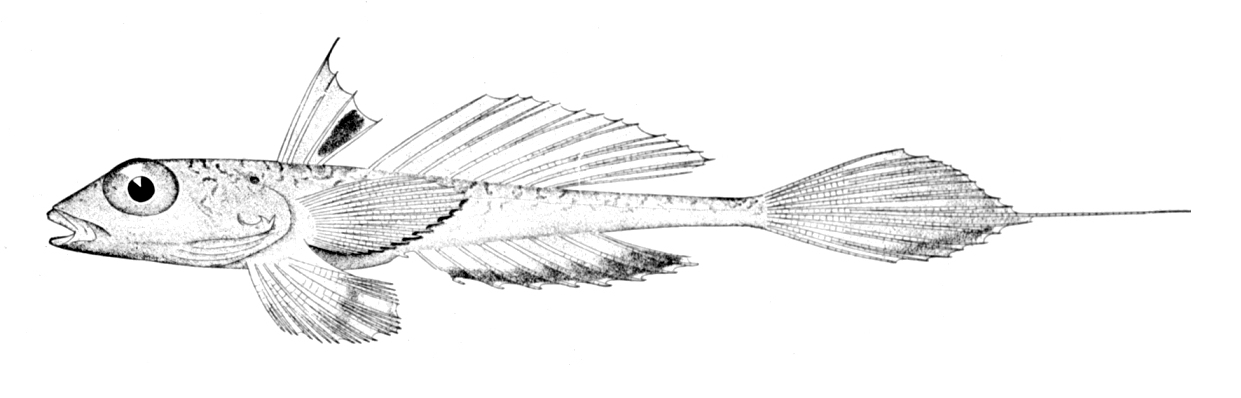
ベニテグリ属の1種 Foetorepus agassizii （ネズッポ科）

ネズッポ亜目は2科12属194種で構成される。同じスズキ目に属するウバウオ亜目との類縁関係がしばしば指摘され、分類上の位置付けには複数の見解がある。

### ネズッポ科
ネズッポ科 Callionymidae は10属182種からなるが、属の分類は研究者による異同が大きい。インド洋・西部太平洋を中心とした暖かい海の海底に広く分布する。
鰓の開口部は非常に小さくことが特徴で、頭部背中側の小さな穴として存在する。前鰓蓋骨に強い棘をもつ。側線は頭部・体部ともよく発達する。背鰭の棘条は4本であることが多い。体長は最大で25cm程度。
- イッポンテグリ属 Dactylopus
- コブヌメリ属 Diplogrammus
- タンザクテグリ属 Anaora
- トンガリヌメリ属 Eleutherochir （Bathycallionymus）
- ハナヌメリ属（ベニテグリ属） Synchiropus （Foetorepus）
- ヨメゴチ属 Callionymus （Calliurichthys）
- Chalinops 属
- Draculo 属（Pogonymus）
- Paracallionymus 属
- Protogrammus 属

### イナカヌメリ科
イナカヌメリ科 Draconettidae は2属12種を含む。三大洋の温暖な海域を中心に分布する。鰓の開口部は大きく、ネズッポ科との区別は容易である。鰓蓋骨・下鰓蓋骨に強い棘をもち、前鰓蓋骨にはない。側線は頭部のみに留まり、体部では発達が悪い。背鰭の棘条は通常3本。
- イナカヌメリ属 Draconetta
- ハナガサヌメリ属 Centrodraco